# Karl Zimmermann (Archäologe)
Karl Zimmermann (* 22. Februar 1943; † 6. Mai 2018) war ein Schweizer prähistorischer Archäologe und Museumskurator, der insbesondere im Bereich der Ur- und Frühgeschichte tätig war.

## Leben und Beruf
Karl Zimmermann studierte Ur- und Frühgeschichte sowie Ethnologie und alte Geschichte an der Universität Bern und wurde dort 1978 mit einer Dissertation über die frühmittelalterlichen Grabfunde von Bern-Bümpliz promoviert. Ab 1978 war er als Kustos am Bernischen Historischen Museum tätig und übernahm dort 1986 die Leitung der Abteilung für Ur- und Frühgeschichte. Später verantwortete er in einer Stabsfunktion die Bereiche Redaktion, Archivierung und Museumshistoriografie. In seiner Funktion war er an zahlreichen Ausstellungen beteiligt und betreute die zugehörigen Ausstellungskataloge redaktionell, darunter Funde aus dem Boden. Quellen unserer Geschichte, Biographien (1995/1996) und Das keltische Schatzkästlein. Schmuck als Zier und Zeichen.
Seine Forschungsschwerpunkte lagen neben der Schweizer Archäologie auch in der Eskimoarchäologie, insbesondere durch seine Teilnahme an Grabungen auf der Sankt-Lorenz-Insel in Alaska unter der Leitung von Hans-Georg Bandi. Von 1967 bis 1974 war er als wissenschaftlicher Mitarbeiter des Bernischen Historischen Museums massgeblich am «St. Lawrence Island Archaeological Field Project» beteiligt, das in Zusammenarbeit mit der University of Alaska durchgeführt wurde.
Im Rahmen dieses Projekts wurden archäologische und ethnologische Untersuchungen zur prähistorischen Besiedlung der Region durchgeführt, insbesondere zur Punuk-Kultur. Die Ergebnisse wurden in mehreren Bänden der Reihe St. Lorenz Insel-Studien veröffentlicht, darunter Band V (Siedlungsgrabungen auf der St. Lorenz-Insel, Alaska, 2013), an dem Zimmermann als Mitherausgeber beteiligt war. Am Bernischen Historischen Museum entstanden in der Folge des Projekts zwei bedeutende Sammlungen: eine ethnographische Sammlung mit etwa 100 Objekten und eine archäologische Sammlung mit rund 800 Objekten, deren wissenschaftliche Bearbeitung Zimmermann mitgestaltete.

## Publikationen (Auswahl)
- Eiszeit und Arktis. Im Gedenken an Prof. Dr. Dr. h. c. Hans-Georg Bandi (3. September 1920 – 6. Februar 2016). 2017 (ungedruckt).
- mit Hans-Georg Bandi, Yvon Csonka: Siedlungsgrabungen auf der St. Lorenz-Insel, Alaska (Settlement excavations on St. Lawrence Island, Alaska) (= St. Lorenz-Insel-Studien. Bd. 5). Verlag P. Haupt, Bern 2013.
- Eiszeit und Arktis. Zum 90. Geburtstag von Hans-Georg Bandi. In: Neue Zürcher Zeitung. 3. September 2010.
- Ignaz Venetz (1788–1859), Pionier der Eiszeittheorie. In: Jahrbuch des Bernischen Historischen Museums. 63./64. Jahrgang, 1985, S. 293–301.
- Eskimoarchäologische Untersuchungen des Seminars für Urgeschichte auf der St. Lorenz Insel, Alaska. In: Hans-Georg Bandi, Georg Glowatzki, Karl Zimmermann: 35 Jahre Seminar für Urgeschichte 1950–1985 (= Schriften des Seminars für Urgeschichte der Universität Bern). Bern 1985.
- Die frühmittelalterlichen Grabfunde von Bern-Bümpliz. Inauguraldissertation Universität Bern, Bern 1978.